# الخيول في الحرب العالمية الثانية

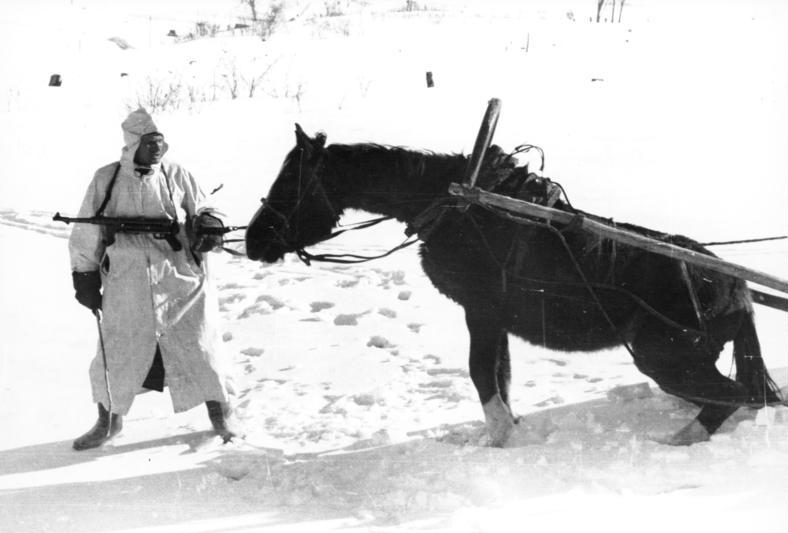
جندي ألماني وحصانه في جمهورية روسيا السوفيتية الاشتراكية ، 1941. في شهرين، ديسمبر 1941 ويناير 1942، خسر الجيش الألماني على الجبهة الشرقية 189000 حصان.

الخيول في الحرب العالمية الثانية كانت وسيلةً أساسيةً استخدمتها الدول المتحاربة في نقل القوات، المدفعية، العتاد والرسائل، وباقي التجهيزات العسكرية غير الحية، كالأسلحة والذخائر. واستُخدِمت بدرجةٍ أقلّ في سلاح الفرسان المتحرّك. اختلف حجمُ الاعتماد على الخيول تبعًا للعقيدة العسكرية، والاستراتيجية، والحالة الاقتصادية لكل دولة. إستعملت أغلبها خلال المعارك السوفييتية الألمانية في الجبهة الشرقية. بينما قلّصت جيوش فرنسا والولايات المتحدة وبريطانيا وإيطاليا استخدام الفرسان إلى مهام محدودة أو إستعراضية.
دخل الجيش الألماني الحرب وفي حوزته نحو 514,000 حصان عام 1939، وبلغ إجمالي ما حشده أثناءها 2٬750٬000 رأس، وظلّ في المتوسط 1.1 مليون حصان في الخدمة سنويًّا. شكّلت وحدات المشاة والمدفعية المجرورة أغلب الجيش، بينما انتمى خُمس قواته فقط إلى فرق بانزر الآلية. وبحلول فبراير 1945 وصل عدد فرق الفرسان الألمانية (الجيش + فافن-إس إس) إلى ست فرق. أدّت قلة النفط وتدهور صناعة الطاقة في ألمانيا إلى استمرار هذا الاعتماد حتى 1945.
كان الجيش الأحمر آليًّا بدرجة معتبرة بين 1939–1941، لكن خسائره في عملية بارباروسا دفعته إلى تشكيل كتائب مشاةٍ راكبة تقاتل مترجّلة لكن تتنقّل على ظهور الخيل. هاجمت بها في معركة موسكو. ثم دُمجت تلك الوحدات مع الدبابات لتكوين جيوشٍ مختلطة، وعادت قوة الفرسان إلى مستوى ما قبل الحرب بحلول 1945.
- بريطانيا: ميكَنْت معظم أفواجها النظامية ما بين 1928–1939.[4]
- الولايات المتحدة: احتفظت بـالفوج 26 في الفلبين حتى 1942.[5]
- فرنسا 1939–1940: دمجت أفواج فرسان داخل فرقها المتحركة.
- إيطاليا: شغّلت فرقتي فرسان «إيوجِـنيو دي سافويا» و«إيمانويلي فيليبرتو».[6]
- اليابان: ألوية فرسان مستقلة أبرزها اللواء الأول للفرسان.[7]
- بولندا: اشتهرت بهجمات سلاح الفرسان مثل الهجوم على كرويانتي.[8]
- رومانيا: ضمّ جيشها 26 فوج فرسان عند اندلاع الحرب.[9]
- إيران: ظلّ الجيش الإمبراطوري يعتمد على الفرسان للمناورة السريعة حتى مطلع الأربعينيات.[10]

| الدولة           | العدد التقريبي للخيول | التشكيلات البارزة / الملاحظات |
| ---------------- | --------------------- | --- |
| ألمانيا          | 2٬750٬000             | فرق مشاة ومدفعية مجرورة؛ 6 فرق فرسان (1945)                                                                                          |
| الاتحاد السوفيتي | 3٬500٬000             | فرق فرسان وجيوش دبابات مختلطة |
| بريطانيا         | —                     | ميكنة كاملة لأفواج الفرسان النظامية                                                                                                  |
| الولايات المتحدة | فوج واحد              | الفوج 26 – الفلبين |
| إيطاليا          | فرقتان                | |
| اليابان          | عدة ألوية مستقلة      | اللواء الأول وغيره |
| الصين            | 14 فرقة               | 14 فرقة فرسان + مجموعات لوجيستية من الأحصنة تم استبدالها نظرا للظروف البيئية وتدمر المحاصيل بالبغال والجواميس لشحن المدفعية والإمداد |
| رومانيا          | 26 فوجًا               | |
| بولندا           | —                     | ألوية فرسان شاركت في 1939 |

## المكننة في فترة ما بين الحربين

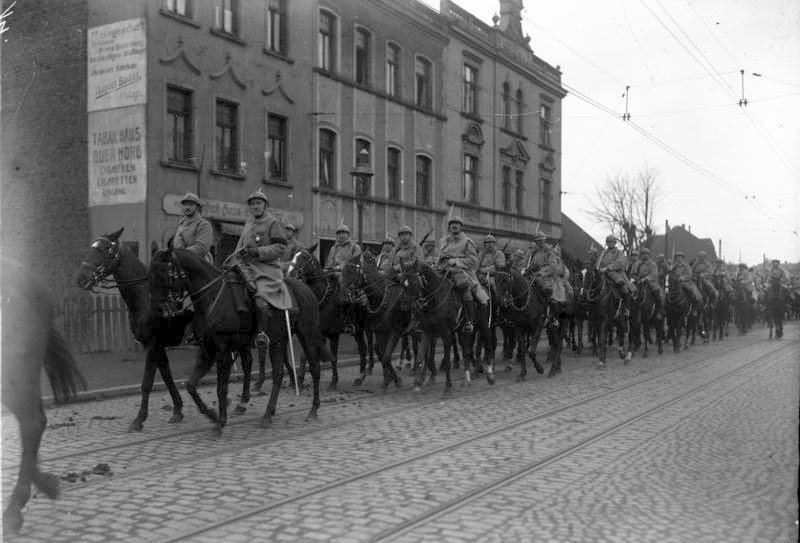
وحدة فرسان فرنسية (1923) تُجسِّد الإرث التقليدي الذي واجه موجة المكننة.

أدّت حربُ الخنادق على الجبهة الغربية في الحرب العالمية الأولى إلى جمودٍ استراتيجي؛ إذ تفوّقت وسائل الدفاع على خيارات الهجوم. ظهرت الدبابة كسلاحٍ لاختراق الخطوط، لكنها افتقرت آنذاك إلى السرعة الكافية لتحقيق هجومٍ استراتيجي، بينما مكّنت سكك حديد فرنسا وألمانيا المدافعين من نقل الاحتياط وشنّ هجماتٍ مضادة في الوقت المناسب. لذا وجّهت الجيوش بعد الحرب جهودها إلى تطوير تكتيكات هجومية عبر مَكننة القوات البرية، بتأثيرٍ من الاقتصاد الوطني، والسيناريوهات المتوقَّعة، والسياسة، واللوبيات داخل الحكومات والجيوش.
خلال عشرينيات وثلاثينيات القرن العشرين، مارست شركات صناعية ومصنعو سيارات ودبابات ضغوطاً مستمرة على الحكومات لدفع عجلة المكننة:
في المملكة المتحدة، قدّم الجنرال السير إرنيست دوغلاس سوينتون، في وقت مبكر، مقترحات لتطوير الدبابة ودعا لتسريع إنتاج العربات المدرعة، قبل أن يعمل كمدير تنفيذي لشركة سيتروين ويواصل دعم الطموحات الميكانيكية. ظهرت أصوات قوية مثل جنرالات مثل ج. ف. ك. فولر وباسيل ليدل هارت، اللذان دشنّوا مدارس نظرية تعتمد على التكتيك السريع والصادم والدبابة كقوة محورية. في ألمانيا، برز العقيد إرنست فولكهيم والأميرالات مثل هاينز غودريان، وألفوا كتبًا ومقالات داعمة للبانزر وعزّزوا فكرة إنشاء فرع مستقل للدبابات. من الجانب الصناعي، أسهمت شركات مثل رينو في فرنسا في تطوير وتصنيع أول دبابات خلال الحرب، مما دعم الضغط الصناعي لصالح المكننة. داخليًا، تداخلت مصالح اقتصادية مرتبطة بصناعة الوقود والمركبات الحربية مع حرص الحكومات على تقليل الاعتماد على الخيول، خاصة مع تدني مخزون الفحم والمعادن بعد الحرب.
| الدولة           | بداية المكننة    | الاستراتيجية                                             | أبرز الخطوات 1918–1939                                               |
| ---------------- | ---------------- | -------------------------------------------------------- | -------------------------------------------------------------------- |
| المملكة المتحدة  | 1928             | استبدال الفرسان بوحدات آلية شاملة                        | ميكنة 18 فوجًا منتظمًا؛ أول جيش وطني مُمَيكن 1939                        |
| فرنسا            | 1928             | نموذج «الفرسان المحمولين» (dragons portés) في فرق مختلطة | تجربة خمس صِيَغٍ تنظيمية؛ إنشاء أول «فرقة خفيفة ميكانيكية» 1935         |
| ألمانيا          | 1931–1935        | تشكيل فرع بانزر صغير مع بقاء الكتلة خيّالة                | حلّ 18 فوج فرسان 1939؛ البانزر ≤20 ٪ من القوة                         |
| الاتحاد السوفيتي | مطلع الثلاثينيات | إنشاء فيالق آلية وقوات مظلية واسعة                       | فيالق آلية 1931؛ أول إنزالٍ مظلي تجريبي 1930؛ دمج المشاة الآلية لاحقًا |

- أدى تناقص مخزون الخيول لاسيّما لدى بريطانيا بعد انفصال أيرلندا إلى التعجيل بالتحول الآلي، بينما ظلّت الإمدادات كافية في ألمانيا والولايات المتحدة والاتحاد السوفيتي لجيش وقت السلم.[23]
- أثارت القوات الآلية قلقًا لوجستيًّا: استلزمت إمدادًا مستمرًّا بالوقود، كما اتّسع «الأثر الطرقي»؛ إذ شغلت فرقة فرنسية آلية عام 1932 نحو 52 كيلومتر (32 ميل) من الطريق، مقابل 11.5 كيلومتر (7.1 ميل) لتشكيل خيّال.[23]
- لم تُجب الحروب المحدودة في الثلاثينيات (كالحرب الأهلية الإسبانية) عن تلك الإشكالات؛ ولم يُحسم الجدل إلا بعد نجاح الـالبليتزكريغ الألماني في معركة فرنسا 1940، ما رسّخ مكانة الدبابة على حساب الحصان.[24][ا]

## اللوجستيات المعتمدة على الخيول

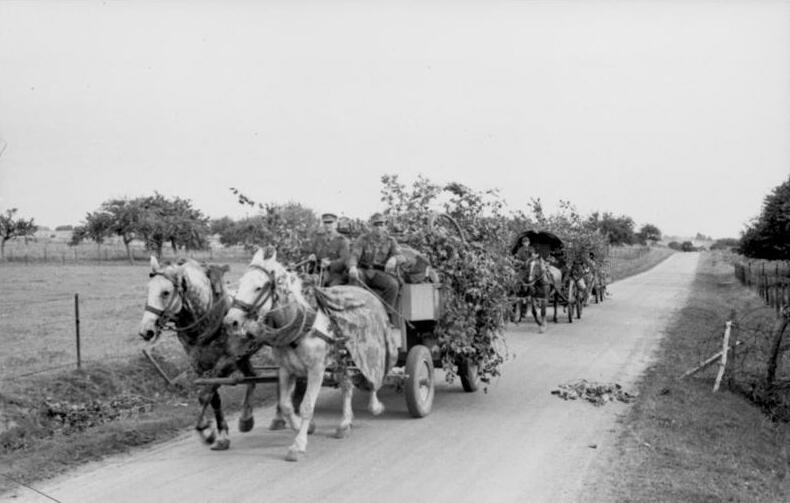
قطار إمداد ألماني تجره الخيول بإطارات هوائية – فرنسا، 1944.

اعتمد الجيشان الألماني والسوفيتي اعتمادًا كبيرًا على خيول العمل في سحب المدفعية والإمدادات. ورغم أن الخيول بدت وسيلة نقل رخيصة وموثوقة، خاصة في طين الربيع والخريف في الجبهة الشرقية، فإن تكلفة تغذيتها اليومية، وتسرِيحها، والعناية بها كانت باهظة. نظريًّا يمكن لوحدات الخيول أن ترعى من الأرض، لكن الاعتماد على الحشائش وحدها يجعل الخيول غير صالحة للعمل، ولم يكن لدى الجنود الوقت الكافي للبحث في القرى عن علف. وتحتاج الخيول العاملة بجهد إلى ما يصل إلى 12 رطلًا من الحبوب يوميًّا، ما جعل العلف المحمول يمثل جزءًا رئيسيًا من قطارات الإمداد.
كانت الخيول تتطلب مرافقين: توصيل فريق مدفعية ميدانية يجره ستة خيول يحتاج إلى ستة رجال يعملون لساعة على الأقل. وتدهورت صحة الخيول بعد عشرة أيام من التحميل المعتدل، مما تطلب فترات صيانة واستبدال متكررة؛ وكانت عملية الاستشفاء تمتد لأشهر، بينما تحتاج الخيول الجديدة لوقت كي تتآلف مع الفريق ومرافقيها. كانت الإسطبلات الجيدة نادرة قرب الجبهة، والمساكن المؤقتة سبّبت أمراضًا وتلفًا مبكرًا. وكان تجديد وحدات الخيول الأمامية يستغرق 8–10 أيام، ما أدى إلى إبطاء العمليات العسكرية.
بلغت تكلفة شراء حصان جَرٍّ للجيش الألماني في ثلاثينيات القرن نحو 1٬350 رايخس مارك، مما يجعل تكلفة فريق مدفعية مكوَّن من ستة خيول تتجاوز 8٬100 مارك قبل حساب العربات واللجامات. وقدّر خبراء التموين أن فرقة مشاة ألمانية نموذجية تحتاج إلى 53 طنًّا من العلف يوميًا، أي ما يغطي 97 عربة قطار. معظم هذا العلف تم الاستيلاء عليه من القرى الروسية في صيف 1941، بما في ذلك 112 طنًا من الشوفان و768 طنًا من التبن، ما تسبب في سخطٍ محلي نتيجة سحب المحاصيل من القاطنين.
أما في بريطانيا، فقد ارتفع سعر الشوفان في أغسطس 1940 من 9 شلنات لكل 100 رطل إلى 11 شلن و6 بنسات، بعد تدخل الحكومة لتثبيت الأسعار ودعم المزارعين. أمّا ألمانيا فكانت تستورد نحو 30 % من علفها قبل 1941، ما زاد الضغط على سكك الحديد ورفع فاتورة الواردات بالعملة الصعبة.
في المقابل، تستهلك شاحنةٌ لوجستية حوالي 40 لتر ديزل لكل 100 كم—بما يعادل تقريبًا علف يومَي عمل حصان واحد—لكن استمرارية ذلك تأثرت بنقص الوقود وتراجع إنتاج البنزين الصناعي الألماني بعد 1944، مما أعاد الكفة لصالح الإمداد الحيواني رغم تكلفته الباهظة.
أمّا الاتحاد السوفيتي، فقد خفف من العبء اللوجستي عبر 76 كتيبة نقل خيالة واستعمال الرنّة في القطب الشمالي والجِمال في الجنوب لمواجهة نقص المعدات الآلية.
في الولايات المتحدة، انطلقت إصلاحات 1940 بإعتماد كامل على الشاحنات، مستفيدة من وفرة الوقود والمركبات، محققة وفورات كبيرة عبر توفير تكاليف تغذية الحيوانات وعمليات رعايتها اليومية.

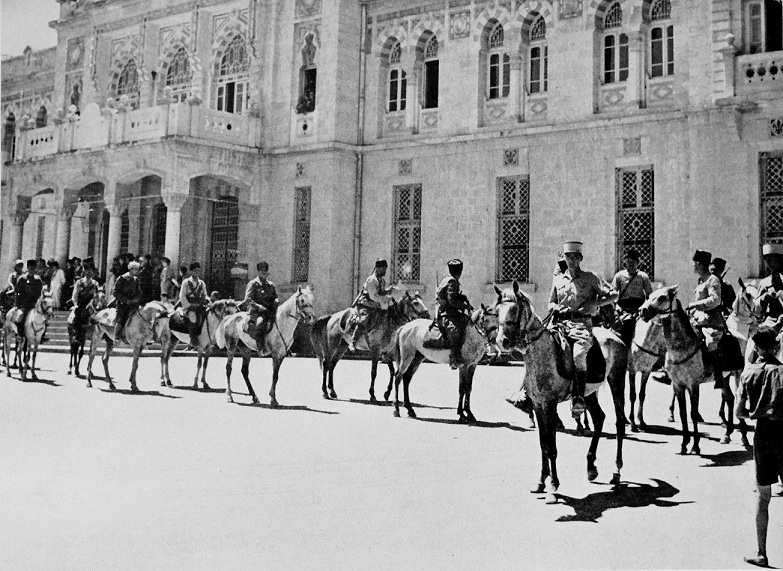
فرسان شركس فرنسا الحرة بقيادة الكولونيل فيليبير كوليه أمام محطة سكة حديد دمشق، بعد حملة سوريا ولبنان – 26 يونيو 1941.

كانت التحركات لمسافات تتجاوز 30 كيلومتر (19 ميل) يوميًّا (حدود قدرة الخيول) بطيئة ومعقّدة. ونُقلت المهام الأطول إلى الشاحنات حال توفرها، بينما بقيت الخيول في مستوى الفرق ووحدات الدعم مثل المخابز، المستشفيات، ومكاتب البريد. ولم تكن وسائل النقل القائمة على الخيول كافية في العمليات الهجومية العميقة، كما حدث في 1914. وقد مكّنت الشاحنات الأمريكية المُقدّمة للاتحاد السوفيتي تنفيذ عمليات على بعد 350 كيلومتر (220 ميل) عن أقرب سكة حديد، وهو نطاق مستحيل باستخدام الزلّاجات المجرورة بالخيول.
كذلك، سمح استبدال خيول المدفعية الخفيفة بـسيارات جيب بسحب مدافع هاون 120 مم على خط التقدّم، وهي تكتيكات غير ممكنة بالخيول. وكان استخدام الشاحنات مقيدًا بنقص الوقود وارتفاع تكلفة البنزين الصناعي في الجانب الألماني، وبخسائر المعدات في الجانب السوفيتي خلال 1941–1942.
عالج السوفييت تلك الخسائر بتشكيل 76 كتيبة نقل خيالة، تحوي كل منها 500 حصان، كما استخدموا الرنّة في القطب الشمالي والجمال في الجنوب. لكنّ نقص الخيول نفسها كان عقبة لا يمكن تجاوزها: فحصان العمل يستغرق 3–4 سنوات للنضوج، وكانت مخزونات المزارع قد استُنزفت من الخيول والجرارات معًا.
بدأت دول أوروبا الغربية، وعلى رأسها المملكة المتحدة، تشهد نقصًا في الخيول منذ عشرينيات القرن العشرين، فعدّلت جيوشها تبعًا لذلك. أمّا ألمانيا فقد أعادت بناء مخزونها من الخيول في عشرينيات القرن، لكنه تراجع مجددًا مع دخول الطاقة الميكانيكية إلى المزارع.
اعتمد جيش الولايات المتحدة على الشاحنات بشكل كامل منذ إصلاحاته في 1940، بفضل توفر الوقود والمركبات. وكتب الجنرال روبرت دبليو. غرو: «لم يكن هناك حصان واحد في الجيش الأمريكي في أوروبا، لكن كان هناك الكثير من القتال الفرساني». ومع ذلك، ظلت الخيول، والبغال، والحمير، بل وحتى الثيران، أساسية في المناطق الوعرة والنائية في حرب المحيط الهادئ والحرب اليابانية الصينية الثانية.

## الجيوش المتحاربة
| البند                            | ألمانيا                         | الاتحاد السوفيتي            | فرنسا            | المملكة المتحدة       | الولايات المتحدة                  | اليابان          | الصين                          |
| -------------------------------- | ------------------------------- | --------------------------- | ---------------- | --------------------- | --------------------------------- | ---------------- | ------------------------------ |
| المخزون الوطني من الخيول (قُرابة) | 514٬000 (1939)                  | 21٬000٬000 (1940)           | 2٬900٬000 (1930) | —                     | 14٬000٬000 (1940)                 | 1٬900٬000 (1937) | 6٬000٬000 تقريبًا (1937)        |
| الخيول المُستخدمـة عسكريًّا         | 2٬750٬000 إجمالًا                | 3٬500٬000                   | 520٬000+ (1939)  | 116٬000 تقريبًا (1940) | 20٬300 حيوان مُخوَّل (1940)          | 100٬000          | تقديرات بمئات الالاف من الخيول |
| أقصى تشكيلات فرسان               | 6 فرق (فبراير 1945)             | 80 فرقة خفيفة (ديسمبر 1941) | 5 فرق (1939)     | 13 فوجًا (1939)        | فوجان فرسان + مدفعية خيالة (1940) | 25 فوجًا (1940)   | 14 فرقة فرسان (1944)           |
| أكبر تشكيل فرسان فعلي            | فرقة                            | مجموعة (مكافئ جيش)          | فيلق             | فيلق                  | فوج                               | لواء             | فرقة                           |
| الدور الرئيس لعناصر الخيل        | لوجستيات ميدانية وسحب مدفعية    | مشاة متحركة ولوجستيات       | قوات متحركة      | لوجستيات ومستعمرات    | لوجستيات (مسارح نائية)            | قوات متحركة      | استطلاع وتنقّل سريع             |
| نسبة المكننة التقريبية           | 25٪ آلي فقط تدهور لاحقا إلى 15% | 18 الى 20 ٪ آلي             | 40٪ آلي          | 65٪ آلي               | 90٪ آلي                           | 15–20٪ آلي       | 5–10 ٪. آلي                    |

### الصين

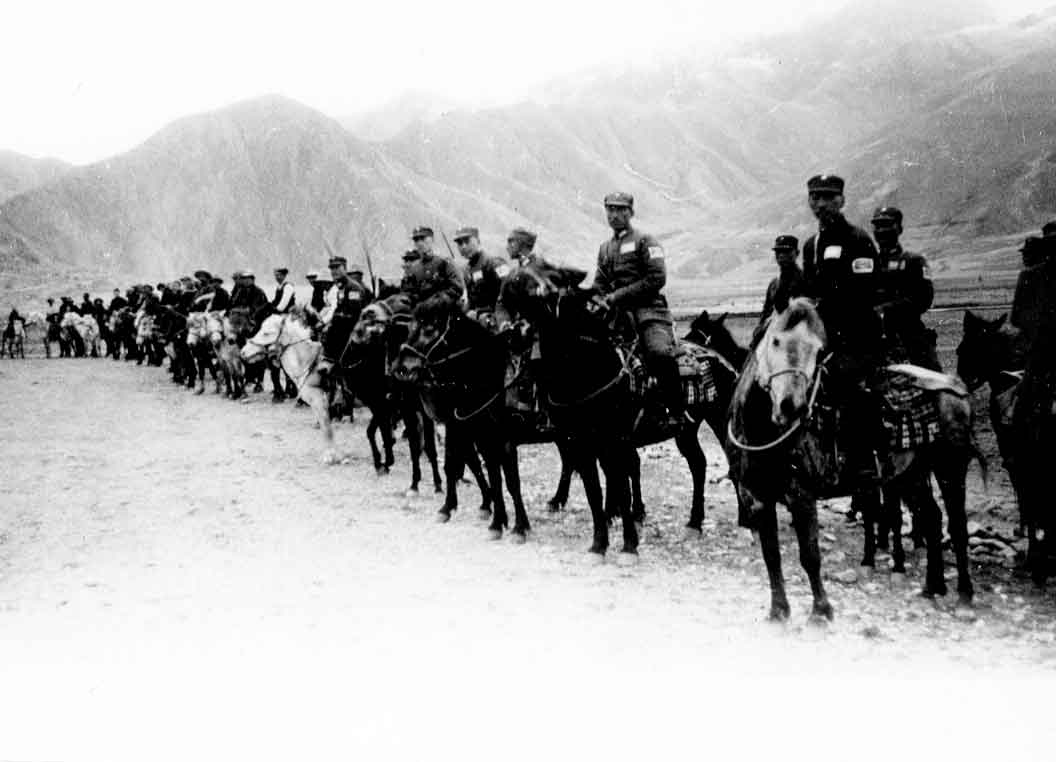
فرسان صينيون خلال حرب الثانية الصينية–اليابانية التي سبقت الحرب العالمية الثانية بقرابة السنتين وإنتهتبإستسلام اليابان للولايات المتحدة الأمريكية.

اُعتمدت الفروسية كركيزة مهمة في الجيش الصيني بين 1937 و1945. استخدم كل من الجيش الوطني الثوري (الكوميتانغ) وجيش الطريق الثامن أو الجيش الشيوعي الفروسية لأغراض الدوريات، الاستطلاع، والقتال ضمن تكتيكات "المشاة الراكبة" ضد القوات اليابانية. اعتمدت الجيوش الصينية بشكل رئيسي على الخيول المنغولية، مع استخدام مهجن لخيول نينغشيا ذات الحجم الأكبر أحيانًا.
بحلول أواخر الأربعينيات، كان جيش التحرير الشعبي الصيني يضم نحو 100,000 جندي راكب، موزعين على 14 فرقة فرسان، وقد كانوا يعدّون ضمن وحدات النخبة.
انبثق الفرسان من ألوية تُشكِّل القوات القتالية المرئية ضمن جيش التحرير والجيش الوطني. لم تهيمن الأدوات الميكانيكية إلا في وحدة واحدة فقط (الفرقة 200)، وهي فرقة وحدة ميكانيكية وُجدت بعد إدخال الدبابات والمركبات من الاتحاد السوفيتي وإيطاليا. مثّل الفرسان عنصرًا لوجستيًا وقدرة على الحركة السريعة خاصة في المناطق الصحراوية والريفية.
استخدمت الصين الخيول بكثافة، لا سيما الخيول المنغولية وخيول نينغشيا الأقوى، وكانت الركيزة الأساس في أربعة فرق استطلاع ودوريات ومهام دعم للمشاة ضد اليابان. في المقابل، اعتمد الجيش الياباني جزئيًا على فرسانه، لكن الخيول اليابانية كانت أقل عددًا وأصغر حجمًا، فيما فتحت مجالات مشدودة لنقص المكننة.
شهدت مناطق وسط وشرق الصين خلال عام 1931 فيضانات كارثية، طالت مدنًا كبرى مثل ووهان ونانجينغ، وأدت إلى دمار واسع في المنتجات الزراعية، ونزوح الملايين. نتج عن ذلك فقدان العلف، فقلَّ علف الخيول وانخفضت قدرات الجيش على الحركة.
في يونيو 1938، أغرق الجيش الوطني شواطئ نهر الأصفر عمدًا لحماية سلاسل السكك الحديدية، لكن النتيجة كانت كارثة بيئية وزراعية: 400–500 ألف مدني قضوا غرقًا أو مجاعة، وغمر ملايين الهكتارات وأنهك البنية التحتية.

### فرنسا

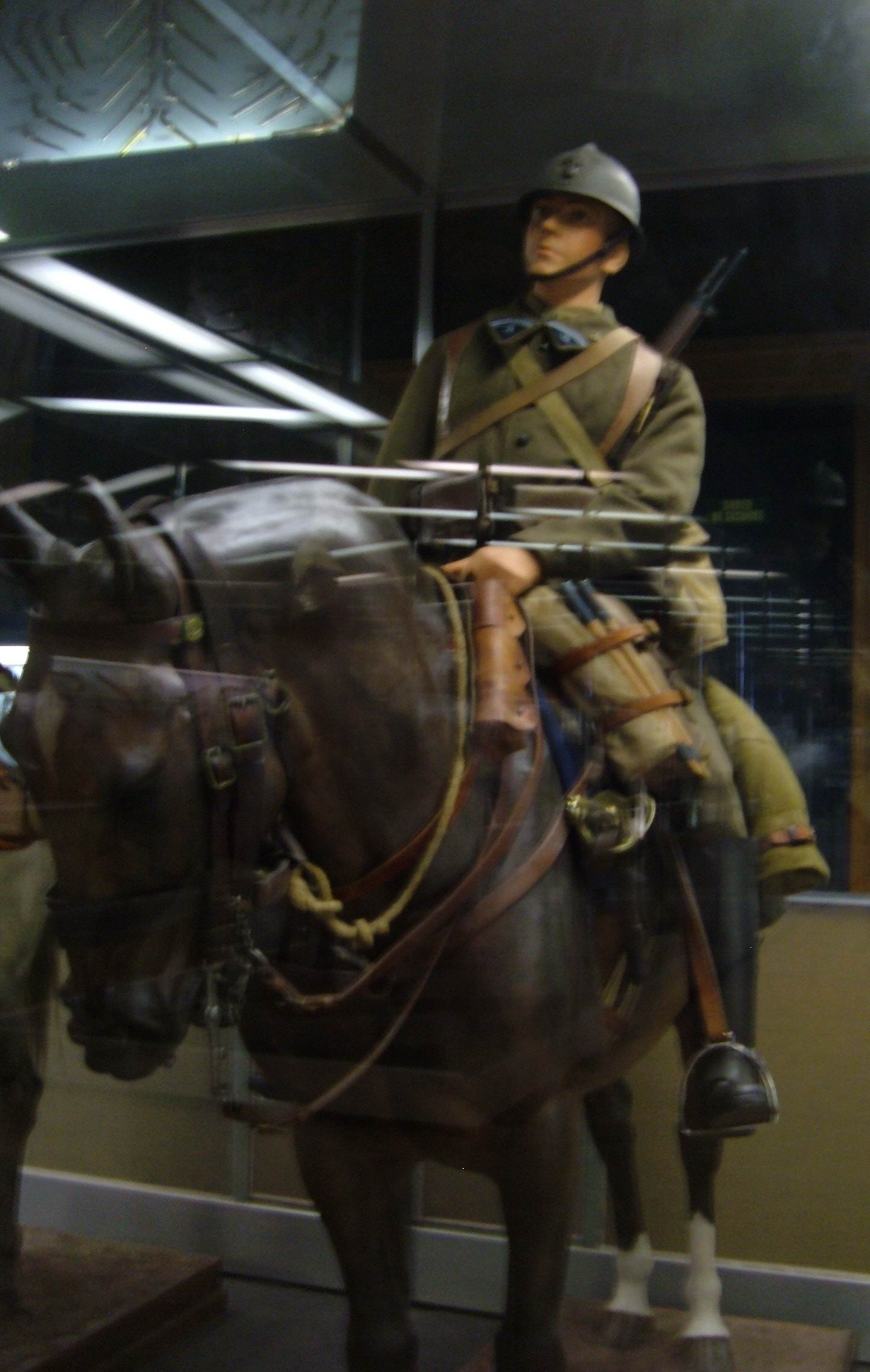
معرض متحف يصوِّر هسارًا فرنسيًّا عام 1939

مع تجارب ما بين الحربين في دمج الخيول مع الشاحنات، تشكَّلت «فرقة الفرسان الخفيفة». احتفظت بلواء فرسان يضمّ 1 200 سيف. عشيّة سبتمبر 1939 حشدت فرنسا أكثر من 520 000 حصان وبغل لخدمة الجيش، ما استنزف موارد كان يمكن أن تُستثمَر في الدبابات والوحدات الميكانيكية.
دفعت الهزيمة السريعة في معركة فرنسا (مايو 1940) القيادة إلى نقل فرسانها نحو غابات آردِن، لكن الفيلق الآلي الألماني سحقهم هناك أيضًا. رغم بطولات فيلق الفرسان بقيادة بريو.
في 1941 انخرطت أفواجٌ من السباه المغاربة والفرسان الشركس ضمن «جيش المشرق» الفيشوي في حملة سوريا ولبنان، قبل أن يُحَلّ معظمها لاحقًا. وبحلول 1945 لم يبق في الخدمة سوى أسراب سباهية مغربية وجزائرية منتشرة في شمال أفريقيا وفرنسا.
- لم تتطور مكننة الجيش الفرنسي بالشكل الذي كان في متاح فرنسا فعله. فكانت لجنة الفرسان الدائمة في البرلمان ودوائر الضباط القدامى معارضة بشكل صارم لخفض ميزانية الخيول، معتبرةً الفرسان «روح الجيش» منذ 1918، وأثرت في قرارات لجنة الدفاع الوطني حتى 1938.[57] ضغطت كذلك إدارة سلاح الفرسان لإنتاج سيارات عسكرية خفيفة سريعة والحفاظ على ضباط خيّالة تقليديين وتحويل بعضهم الى القوات الخفيفة الجديدة، في خطوة منها لإبطاء تمويل دبابات المشاة الأثقل.[58] لكن واجهت ترويجات مجمّع الصناعات الثقيلة (شنايدر، رينو) لمشروعات دبابات ثقيلة (تشار بي1) على حساب مشروع الخيالة المدرعة الخفيفة، مستغلًا ارتباطه بنواب «الاتحاد الجمهوري».[59] قدّم الجنرال والرئيس لاحقا شارل ديغول عام 1934 مذكرة «الجيش المحترف» الداعية لقوة مدرَّعة مستقلة، لكن هيئة الأركان ووزراء الدفاع المحافظين رفضوها مرارًا داخل لجان الميزانية.[60] تضرر العمل الحربي الفرنسي من الإنقسام السياسي البرلماني والوطني وكان أحد أسباب سقوط الجمهورية الفرنسية الثالثة.

### ألمانيا
دخل الجيش الألماني الحربَ العالمية الثانية وفي حوزته نحو 514٬000 حصان، ثم استخدم إجمالًا حوالـي 2.75 مليون حصان وبغل، بينما بلغ المتوسط السنوي في الخدمة قرابة 1.1 مليون رأس.
اعتمدـت فرق المشاة والمدفعية المجرورة بالخيول (وليس فرق البانزر) على الغالبية العظمى من هذه الحيوانات؛ ففي 1943–1944 لم تتجاوز الفرق المدرعة أو الميكانيكية حوالي 42 من أصل 264 فرقة نشطة (سابقًا 52 من 322 في 1943)، ما أبقى قرابة أربعة أخماس التشكيلات تعتمد على الجر الحيواني لنقل الذخيرة والمؤن والمدافع الميدانية. احتاجت فرقة مشاة نمطية عشرات العربات وآلاف الكيلوغرامات من العلف يوميًا؛ وقد قُدِّر استهلاك الخيول في الفرقة بـ«أكثر من 50 طن علف» يوميًا، تعبِّئ ما يقارب 97 عربة سكة حديد، ما جعل العلف عبئًا إستراتيجيًا قائمًا بذاته.
تغذّى استمرار الاعتماد على الخيول بثقافة ريفيةٍ قومية تمجِّد الفلاح (الفلاح-المحارب) باعتباره «خازن الدم» و«الأصل العرقي»، وفق أيديولوجيا الدم والتربة التي صاغها وعمّقها ريتشارد ڤالتر دارِّه، ثم روّج لها الحزب وقوات الأمن الخاصة النازية؛ وقد تجسّد ذلك في قانون المزرعة الإرثية (Reichserbhofgesetz) وقيم «العودة إلى الأرض».

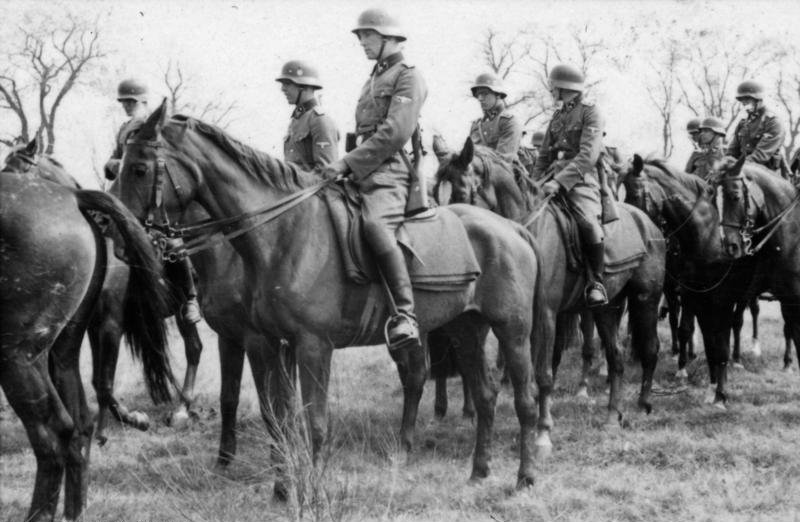
وحدات الأمن الخاص النازي على ظهور الخيل، 1939

سعت خطة السنوات الأربع (1936) لتحقيق الاكتفاء في المواد الإستراتيجية، فدفعت إلى التوسّع في الوقود الصناعي والمطاط الصناعي، لكن ضعف القاعدة النفطية والقيود الصناعية في صناعة المركبات ترك فجوةً لم تُسد، فظلّ الحصان «مخزون قدرة دفع» يمكن تعبئته سريعًا من الريف، خاصة مع محاذير تكلفة الشاحنات واستهلاك الوقود المحدود.
أدّى الاعتماد على نفط رومانيا (حقول بلويشت) والوقود المُركَّب إلى هشاشة قاتلة: بعد خسارة معظم الإمداد الروماني وقصف منشآت الهيدروجنة 1944 تراجعت قدرة الإمداد الآلي وأجبرت وحدات على العودة للحلّ الحيواني، بينما ظلّ الإنتاج الصناعي للوقود غير كافٍ لسد فجوة العمليات المتنقلة.
في الجبهة الشرقية شكّلت مصادرات الشوفان والتبن من المزارع المحتلة مصدرًا رئيسيًا للعلف، بما في ذلك مئات الأطنان في أشهر 1941، ما أثار تدهور العلاقات مع الفلاحين المحليين؛ ومع حُمّى الشتاء والطين تعاظمت معدلات النفوق والإرهاق، وحُوِّلت الجثث المجمّدة أحيانًا إلى وقود تدفئة أو غذاء طارئ في الحصارات (دِميانسك، ستالينغراد) بعد عجز القوات عن نقل الخيول أو إطعامها.
شكّلت مزارع شرق بروسيا – وعلى رأسها مرابط «تراكيهنن» التاريخية خزان تحسينٍ لسلالات جرٍّ أخف وأصلب؛ ومع اقتراب 1945 أُجليت القطعان غربًا عبر بحيرات وجليد اللاغون، فهلك كثيرٌ منها تحت القصف أو الإجهاد، ما قلّص القاعدة الجينية للسلالة وأثّر على إعادة إعمار الخيول النافعة بعد الحرب.
من الناحية الدعائية رُوِّج لصورة جيش آلي خاطف، لكن الواقع البنيوي كان جيشًا ذي «قلبٍ بهيمي»؛ فحوالي 80٪ من النقل التكتيكي والإمداد بقي يعتمد على الحصان طوال معظم سنوات الحرب، وظلّت العربات الخشبية، والفرق المربوطة بالمدافع، والخطوط البطيئة للعلف تحدّ من سرعة الاستغلال العملياتي بعد الاختراقات المدرعة الأولى.
عمّق الحصار البحري البريطاني للسواحل الألمانية ومحاولات قَطع المعادن والوقود والحبوب الحاجة إلى اقتصاد تعبئة «قريب من الأرض»، في حين أن الاعتماد على السكك الحديدية لتغذية الخيول (علفًا) زاحم نقل الذخائر والوقود والبشر، مفاقمًا التآكل اللوجستي مع امتداد خطوط الجبهة شرقًا وغربًا.
يبرز التلازم بين الأيديولوجيا الزراعية والقيود الصناعية: مشروع «جيش سريع مدرّع شامل» اصطدم بسقف الوقود والقدرة على تصنيع الشاحنات، بينما وفّرت الأرياف في الأراضي المحتلة في أوروبا الشرقية و في أراضي الرايخ (المُمجَّدة أيديولوجيًا) احتياطي الخيول والعلف و لكن بثمنٍ تشغيلي (بطء، هشاشة لوجستية، استنزاف تكلفة إحتلال وغضب شعبي). أسطورة الميكنة الألمانية الكاملة التي لا تتوقف تَبدَّدَت أمام أرقام الخيول ودورات الإمداد البطيئة التي قيّدت عمليات التعمق والمناورة المستدامة.

#### قوات الفرسان الألمانية

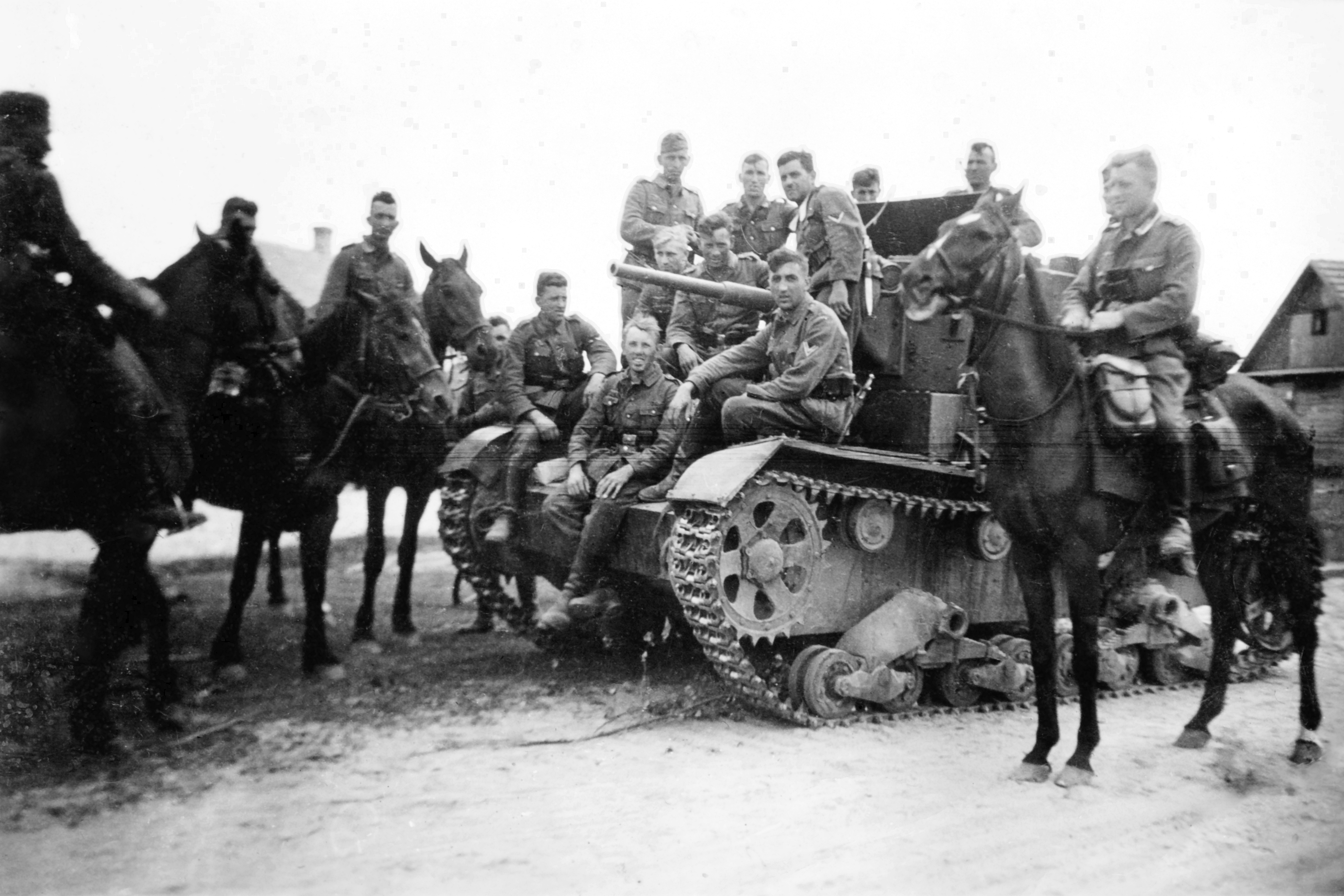
فرسان ألمان يقودون دبابة سوفيتية خفيفة من طراز T‑26 أُسِرت في 1944.

كانت جماهير الخيول في الجيش الألماني أساسًا لوجستيًّا وتكتيكيًّا: دخلت الحرب بفرقة فرسان واحدة فقط ثم توسّعت إلى **ستّ فرقٍ** وفيلقَيْ قيادة بحلول مطلع 1945. خدمَت التشكيلات النظامية كلّها على الجبهة الشرقية والبلقان، مع بضعة سرايا قوزاقية نُقلت إلى الجبهة الغربية.
- في معركة كراسنبورود (23 سبتمبر 1939) واجهت فرقة «الناوجرود» البولندية فرسان الاستطلاع الألمان، في آخر اشتباك فرسان‑في‑فرسان مهم بأوروبا، وانتهت باسترداد البولنديين للبلدة وأسر هيئة أركان الفرقة الألمانية الثامنة.[82][83][84]
- الفوج الوحيد التابع لمجموعة بانزر غودِريان في 1941 نما إلى ستة أفواج، ثم تحوّل إلى الفرقة 24 بانزر التي فُقدت في ستالينغراد.[80]
- أنشأ الألمان ثلاثة أفواج فرسان مجنزَرة (Nord Mitte Süd) ربيع 1943 تجمع بين الخيل والدبابات ونصف المجنزَرات.[85]
- أثناء هجوم بحيرة بالاتون (عملية «يقظة الربيع») في فبراير–مارس 1945، أُلقيت فرق الفرسان الألمانية والمجرية ضمن فيالق الفرسان بقيادة غوستاف هارتِنِك كاحتياط طلائعي ثم انسحبت تحت الهجوم السوفيتي المضاد.[86][87]
- هجوميًّا: استُخدمت كتائب فرسان قوات الأمن «فلوريان غاير» كوحدات اقتحام ومطاردة ضد الثوار خلف الخطوط، مدعّمة بمدافع ميدان و مضادات جوية.[88][89]
- دفاعيًّا: في بيلاروسيا 1944، وحّد هارتِنِك الفرقة المجرية 1‑فرسان مع لوائين ألمانيين لتشكيل فيالق الفرسان لمهام مناورة تغطية وانسحاب.[90]
- في الجبال اليوغوسلافية أدّى الفيلق القوزاقي الأول (13 ألف رجل) عمليات تمشيط ضد الثوار، معتمدًا على الحركة الخيالة في التضاريس الوعرة.[91][92]
- اعتمدت المرابط البروسية، خصوصًا تراكيهنر، في تزويد الجيش بخيول خفيفة رشيقة تتحمّل البرد.[93]
- صعوبات الشتاء والأمراض (الحمّى القلاعية، الالتهابات التنفسيّة) خفّضت جاهزية الخيل؛ نِصف خيول بعض الفرق نفقَ شتاء 1941‑42 بفعل سوء العلف والتجمُّد.[79]
- لم تدمّر ضربات الحلفاء مرابط شرق بروسيا، فظلّت مصدَر إعادة تعبئة حتى ربيع 1945.[80]
- هاينتس غودِريان رأى ضرورة إدماج الفرسان في ألوية استطلاع للحفاظ على الحركة حيث تعجز المركبات.[94]
- غوستاف هارتِنِك أعاد إحياء «روح الفرسان» بتوجيه 1944 حول المرونة التكتيكية للفرسان المدرّعين.[95]
- هيرمان فِيغَلاين اشتهر بعمليات «مكافحة العصابات» القاسية في بيلاروسيا.[96]

درس البيطريون الألمان معدلات استهلاك الأكسجين وضربات القلب عند الحصان الدافعي، ووجدوا أن جرَّ مدفع عيار 105 مم لمسافة 30 كم يستنفد مخزون الجليكوجين بنسبة 60 ٪، وهو ما فسّر الحاجة إلى 12 رطل حبوب/يوم. تجاربهم على الأحمال الأثقل أثبتت أفضلية الخيول دافئة‑الدم على باردة‑الدم في الطين العميق للجبهة الشرقية.
| الفترة  | التشكيل              | الحجم         | الجبهة                          | ملاحظات رئيسية                           |
| ------- | -------------------- | ------------- | ------------------------------- | ---------------------------------------- |
| 1939    | لواء فرسان واحد      | ~ 1 600 سابر  | بولندا                          | اشتباك كراسنبورود ضد الفرسان البولنديين  |
| 1941    | فرقة الفرسان الأولى  | 6 أفواج       | روسيا                           | خضعت لاحقًا للتحويل إلى «الفرقة 24 بانزر» |
| 1943    | أفواج Nord/Mitte/Süd | 9 أفواج       | بيلاروسيا                       | فرسان + دبابات + نصف‑مجنزَرات             |
| 08‑1944 | لواء/فرقة فرسان      | 2 لواء + فرقة | بيلاروسيا                       | فيالق هارتِنِك                             |
| 02‑1945 | 6 فرق فرسان          | -             | عملية بحيرة بالاتون ثم الانسحاب |                                          |

### الاتحاد السوفيتي

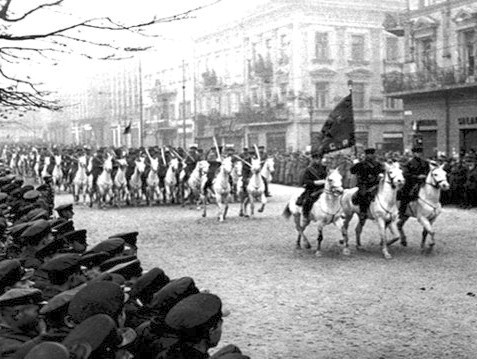
استعراض لوحدات الفرسان السوفييت في لفيف، 1939

دخل الجيش الأحمر الحرب وفي حوزته حوالى 1.9 مليون حصان نشط، لكن مجموع ما استُخدم طَوال الحرب بلغ نحو 3.5 مليون رأس. فَقَد السوفييت معظم أسطولهم الميكانيكي في عملية «بارباروسا»، فعوّضوه بتوسيع سلاح الفرسان من 13 إلى 82 فرقة بين يوليو وديسمبر 1941. شكّلت الخيول عمود نقل المدفعية والإمداد، إذ احتاج كل حصان نحو 5.4 كغ حبوب يوميًا، ما ألقى بعِبء ضخم على القطارات الزراعية في جبهةٍ شهدت أصلًا خراب المحاصيل خلال التراجع المبكر.
لتعويض الخسائر أنشأ الجيش الأحمر 76 كتيبة نقل خيالة، يضمّ كلٌ منها 500 حصان. كما جُنِّدَت الرنّة في القطب الشمالي لدعم جبهات مورمانسك وأرخبيل كولا، بينما استُخدمت الجمال ثنائية السنام في جبهات السهوب الجنوبية وعلى طرق الإمداد إلى ستالينغراد.
أدّت سياسات التجميع الزراعي حيث تم تجميع الأراضي والموارد الزراعية من قبل الدولة، وتم تنظيم المزارعين في وحدات زراعية جماعية (1929–1933) إلى هبوط أعداد الخيل من 34 إلى 16 مليون رأس، ما خَلَق فجوةً طويلة الأمد لم يَسْهُل ردمها زمن الحرب. بدأت الدعاية السوفيتية تُصوّر «الحصان الكولخوزي» رمزًا للريف الاشتراكي المتماسك، في مقابل «جرّار المستقبل»، لكن نقص الوقود أبقى الخيول أساس القوة الدافعة حتى 1943.
سمحت شاحنات لِند‑ليز الأمريكية بإيصال الإمداد لمسافة تصل إلى 350 كم خلف رأس السكة، وهو نطاق استحال على الزلّاجات المجرورة بالخيول بلوغه. مع ذلك ظلّت نسبة المكننة عند الذروة لا تتجاوز ≈ 22 ٪ من التشكيلات عام 1941، قبل أن تهبط إلى 18 ٪ في 1943 جرّاء خسائر الناقلات وعجز الصناعة الوطنية.
في يونيو 1941 كان لدى الجيش الأحمر أربعة فيالق فرسان وثلاثة عشر فرقة فرسان فقط، مقابل 62 فيلق مشاة و29 فيلق ميكانيكي. كانت الفرقة الاسمية تضمّ 9 240 جنديًا وأربعة أفواج فرسان وفوج دبابات خفيف (BT) وكتيبتَي مدفعية، لكن معظم الدبابات والشاحنات سُحبت لتعويض خسائر فيالق الدبابات، فصار الفرسان «قوّات مشاة على ظهور الخيل» قليلة الحركة والنار. عجز القادة غير المتمرّسين عن السيطرة على هذه التشكيلات الضخمة؛ فقد خسر الفيلق السادس 60‑80٪ من قوّته صباح 22 يونيو وهو يحاول الاصطفاف. مقابل ذلك أظهر فيلقا الحرس 1 و2 (بقيادة ليف دوفاتور وبافل بيلوف) كيف يمكن لقائد حاذق أن يجعل الخيالة تتفوّق على أفضل وحدات العدو المتحرّكة.
بنهاية 1941 حُلَّت المشكلات التنظيمية بتقليص الوحدات إلى «فرقة فرسان خفيفة» قوامها 3 447 رجل في ثلاثة أفواج، ليصبح عددها 80 فرقة تُشكّل «القوة المتحركة الوحيدة المتبقية للسوفييت». استُخدِمت للهجمات الجماعية عند النقاط الحاسمة أو لإبطاء الاختراقات الألمانية، لكن سوء القيادة أدّى إلى خسائر فادحة، واضطرّ السوفييت إلى حلّ 41 فرقة ربيع 1942 لانعدام الخيول بعد شتاء قاسٍ.

##### العقيدة والأُطُر

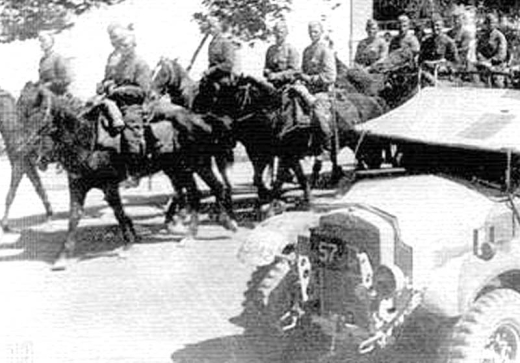
فوج فرسان سوفييت أثناء عبورهم مستوطنة إيرانية، أغسطس 1941

- استندت العقيدة إلى مبدأ «العمليات العميقة» السوفيتية؛ استُخدمت الفرسان لاختراق الخط الدفاعي الثاني ثم الانطلاق نحو عقد المواصلات المعادية.[118]
- ميّزت اللوائح بين فرقة فرسان مستقلة (سلاح أبيض ومدافع خفيفة) ومجموعة فرسان‑آلية (فرسان + فيلق ميكانيكي) بقيادة ضباط مثل الفريق إيسا بلييف (من مواليد أوسيتيا لعب دورا بارزا في أزمة الصواريخ الكوبية).[119]

##### التكتيكات الدفاعية
- في شتاء 1941‑42 تمركزت فيالق الفرسان خلف الجبهة الأولى لتشنّ هجمات ليلية راكبة على خطوط الإمداد الألمانية في غابات موسكو، معتمدةً على الثلج لتخفّي الحوافر.[120][121]
- استُخدم الفيلق الحادي عشر فرسان في عملية «مارس» على جبهة كالينين لاجتياز المستنقعات وتطويق فيليكي لوقي، مستفيدًا من خفة الخيول مقارنة بالدبابات.[122][123]

##### التكتيكات الهجومية
- ابتكرت القيادات استخدام «مفرزات جوّالة» من سرجٍ ومدافع رشاشة محمولة على عربات خفيفة؛ وعند بدء الهجوم، يترجّل الفرسان ويقاتلون كمشاة، فيما تتحرك طلائع راكبة لقطع الاتصالات الخلفية.[120]
- في عملية باغراتيون (يونيو 1944) شكّل الجيش الأحمر «مجموعة الفرسان‑الآلية 1 حرس» لدعم جبهة روكوسوفسكي، فجابت 280 كم في عمق بيلاروسيا خلال عشرة أيام.[124][125]
- قاد إيسّا بلييف نفس المجموعة في معركة ديبرسن (أكتوبر 1944) مغيرًا على مؤخرة الجيش الثامن الألماني؛ ورغم تطويقٍ مؤقتٍ، اخترقت مجموعته الحصار وعادت للهجوم خلال أسبوعين.[126][127]

##### العمليات الحاسمة
| السنة | العملية                  | تشكيل الفرسان                             | النتيجة                                 |
| ----- | ------------------------ | ----------------------------------------- | --------------------------------------- |
| 1939  | معارك خالخين غول         | فرقة فرسان منغولية + وحدات سوفيتية        | هزيمة الجيش 6 الياباني                  |
| 1941  | هجوم الشتاء على موسكو    | فيالق الفرسان 3 و4 و5 حرس                 | إرجاع جيوش المركز الألمانية 50–250 كم   |
| 1942  | عملية مارْس               | الفيلق 11 فرسان + جبهة كالينين            | تطويق فيليكي لوقي، دون اختراق استراتيجي |
| 1944  | عملية باغراتيون          | مجموعة 1 حرس فرسان‑آلية                   | تحرير بوبرويسك ومينسك                   |
| 1945  | هجوم منشوريا الإستراتيجي | مجموعة فرسان‑آلية سوفيتية‑منغولية (بلييف) | انهيار جيش كوانتونغ في 10 أيام          |

أدار السوفييت 76 كتيبة نقل خيّالة (500 حصان لكل منها) لتوزيع الذخيرة حتى 350 كم خلف خطوط السكك بفضل شاحنات لِند‑ليز. أدّت دراسات جامعية في معهد تامبوف البيطري إلى لقاح التيتانوس الخيلي الذي خفّض نسبة النفوق بالجبهة الغربية 35 ٪ عام 1943.
- صدرت توجيهات «ستافكا» رقم 138 في 16 ديسمبر 1941 بتشكيل الفيلق 1‑4 فرسان حرس ومنحهم مدافع مضادة للدبابات 45 مم وسيارات نقل .[131]
- في 1943 فُرض معيار «العقيدة المركّبة» (شتات 06/750) الذي يدمج فوج دروع T‑34 مع كل فيلق فرسان لاستخدامه كمطرقة اختراق أمامية.[132]

##### أبرز القادة والمنظّرين
- سيميُون تيموشينكو: أصدر لوائح 1936 التي أبقت الفرسان جزءًا من «الجيش العميق».[118]
- إيسّا بلييف: طوّر مفهوم «المجموعة الفرسان‑الآلية» للهجمات بعُمق 300 كم.[126]
- غريغوري تيموفييف: قاد الفيلق 11 فرسان خلف خطوط مجموعة جيش «المركز».[123]
- غيورغي جوكوف: أدخل خبرة خالخين غول في الاستخدام المركّب للدبابات والخيول.[128]
- شكّل المارشال سيميون بوديوني ورفيقه كليمنت فوروشيلوف «لوبي الفرسان» المعارض للمكننة الكاملة، مؤكدَين مكانة الحصان في «حرب الشعب المتحركة».[133]
- دعا ميخائيل توخاتشيفسكي منذ 1932 إلى إحلال الدبابات محل الفرسان وفق نظرية «العمق العملياتي»، لكن تصفيته في التطهير الكبير 1937 عطّل المشروع.[134]
- انحاز جوزيف ستالين مبدئيًّا إلى اللوبي التقليدي، ثم غيّر موقفه خريف 1942 فدعم فكرة مجموعة الفرسان‑الآلية التي تمزج الدبابات والفرسان لتعويض نقص الشاحنات.[135]

ظهر مفهوم الفيلق الفرسان‑الآلي خريف 1942: فيلق فرسان + فيلق ميكانيكي يقوده اللواء إيسّا بلييف، ويعمل مثل جيش دبابات لكن يركب المشاة الخيول بدل الشاحنات. خُفِّض عدد الفرق إلى 26 نهاية 1943، وزيد قوام كل فرقة إلى 5 700 رجل مع دبابات خفيفة. في عملية باغراتيون قادت «مجموعة الحرس 1 فرسان‑آلية» هجومًا عميقًا لمسافة 280 كم في عشرة أيام.
بحلول 1944 صار فيلق الفرسان يضم ثلاثة فرق خفيفة و ≈ 103 دبابة ومدمر دبابات، معتمِدًا على الخيول لنقل المدفعية 76 مم. حظيت كل الفروع الفرسانية بدرجة «حرس» فكانت السلاح الوحيد في الجيش الأحمر الذي نال هذا الامتياز 100٪. آخر عملية كبرى كانت في غزو منشوريا؛ قاد بلييف مجموعة مكوّنة من فرقة سوفيتية وأربع فرق منغولية ودمرت جيش كوانتونغ في عشرة أيام.

##### آسيا الوسطى
- زوّدت جمهوريات السهوب (كازاخستان، قرغيزستان) الجيش الأحمر بـ ≈ 500 ألف حصان، إذ كان الحصان سلعة مكانة واجتماعية، خصوصًا في قبائل أهال‑تيكي و**بشكير**.[142][143]
- أسِّست «الفرقة 112 البشكيرية» و«الفرقة 110 القلميقية» كوحدات قومية، ما رفع المعنويات وربط الحرب بالدفاع عن الوطن والمرعى.[144]

### اليونان

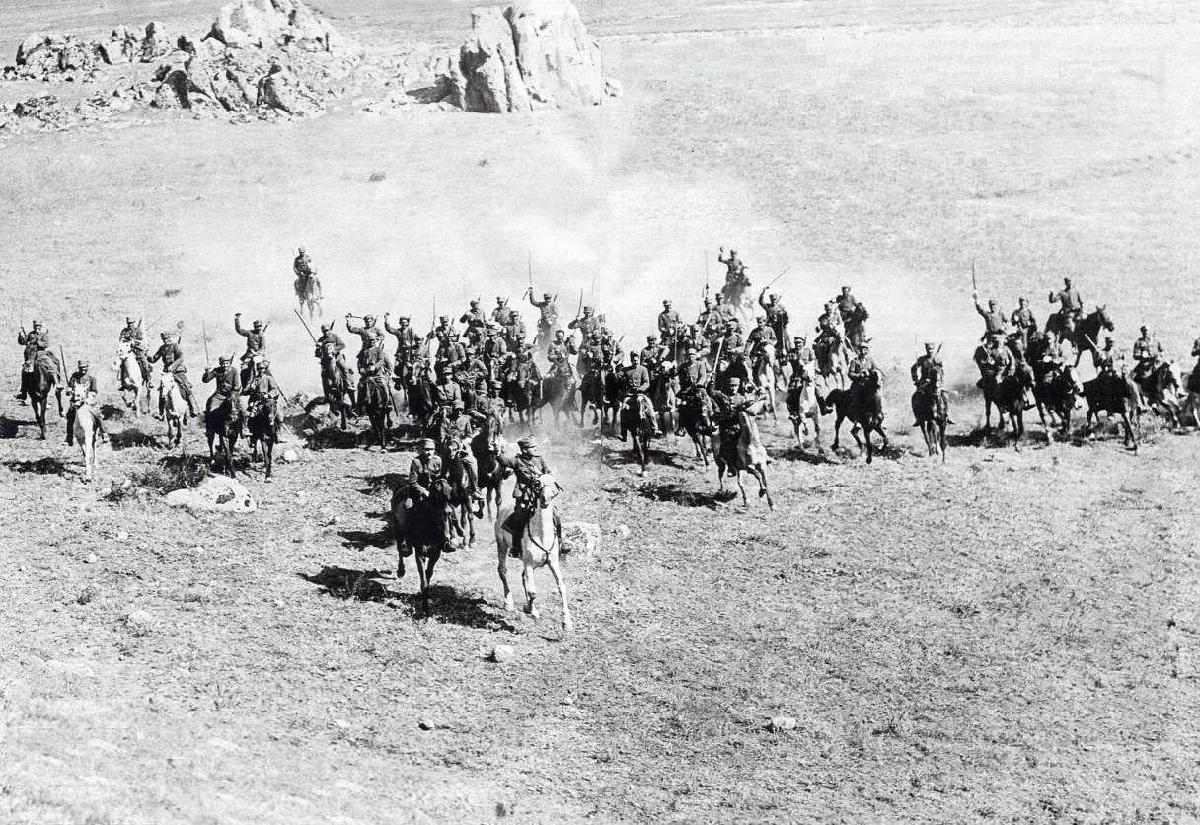
فرسان يونانيون في الأناضول، 1921

دخل الجيش اليوناني حرب 1940 وفيه فوجان خيّالة وفوج ثالث شبه مُـميكن بالدراجات والشاحنات الخفيفة. تميّزت هذه الوحدات بقدرتها على المناورة في تضاريس جبال بيندوس الوعرة، فأوقفت تقدم الفيلق الإيطالي التاسع في معركة بيندوس (28 أكتوبر–13 نوفمبر 1940). قاد اللواء جورجيوس ستانوتاس فرقة الفرسان الوحيدة (Μεραρχία Ιππικού) منذ 1937، مستفيدًا من خيول «ثِسّالية» الصغيرة الملائمة للمرتفعات. ومع دخول ألمانيا في أبريل 1941 تقلصت الخيالة إلى وحدات استطلاع أُدمجت بالفرق الجبلية.

### المجر

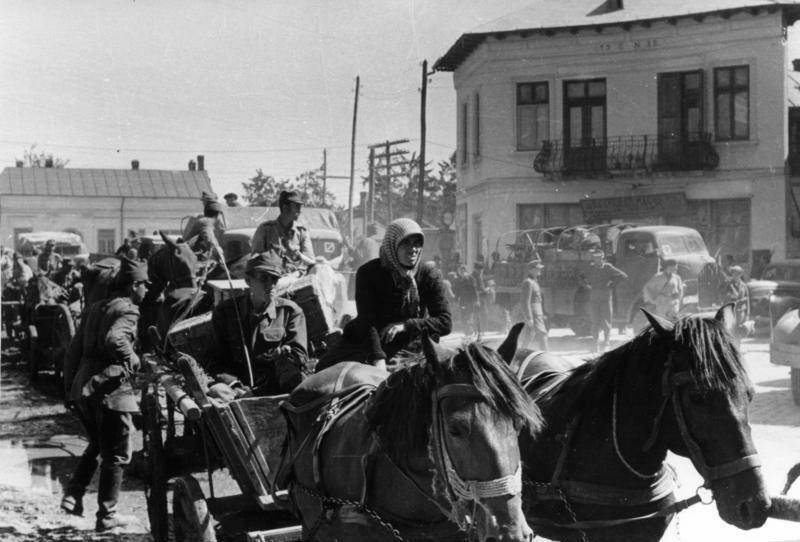
مدنيون وجنود رومانيون ينسحبون إلى المجر أمام الجيش الأحمر، أبريل 1944

حافظت المجر على لواءي فرسان تقليديَّين عند اندلاع الحرب. في صيف 1941 اجتاز اللواء الأول فرسان مسافة 600 ميل من غاليسيا إلى حوض الدونيتس ضمن الفيلق المتحرك، ما أفقده معظم مركباته. أُعيد تنظيم اللواء في أكتوبر 1942 ليصبح «الفرقة الأولى فرسان» (12 ألف رجل)، وبضغط ألماني نُشرت دفاعًا عن وارسو صيف 1944 تحت قيادة الفريق غوستاف هارتِنِك. تشكّلت فرقة احتياط ثانية على عَجل في أغسطس 1944. اعتمد المجريون على سلالات «نونيوس» و«غيدران» القوية، مع رؤية بحرية هورتي الإستراتيجية لاستخدام الفرسان كقوة مناورة اقتصادية.

### إيطاليا

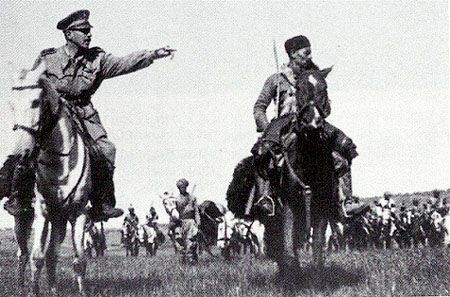
الملازم أميديو غويليت ورفاقه «سباهي» في شرق أفريقيا، 1940

ورث النظام الفاشي إرثًا استعماريًّا واسعًا يضم فرسانًا نظاميين وغير نظاميين. من أصل 256 ألف جندي استعماري عام 1940 كان 182 ألفًا** من شمال وشرق أفريقيا، وبضمنهم سبعة أسراب سڤاري وأربعة مجموعات سباهي ليبيين و16 سرب من شرق أفريقيا. في 4 يوليو 1940 اقتحمت أربعة أفواج فرسان ولواءان مشاة حامية مدينة كسلا السودانية وخسرت مئة قتيل مقابل مئة من الحامية بعد حصار قصير.
أرسل موسوليني في يوليو 1941 فيلق فرسان (60 900 رجل، 4 600 حصان) إلى أوكرانيا محتفظًا بفوجَين. بتاريخ 24 أغسطس 194 نفّذ سلاح الفرسان الملكي هجومين ضد كتيبتَين سوفيتيتَين وأجبرهما على الانسحاب، وهي أشهر هجمة سلاح فرسان بعد 1918. لاحقًا، وفي عملية «عملية زحل الصغير» ديسمبر 1942، قُضي على جناح الجيش الإيطالي الثامن، فتلاشت القوة الخيالة عمليًا. يُعدّ الملازم أميديو غويليت رمزًا لمرونة الفرسان الإيطاليين؛ إذ قاد حرب عصابات على ظهر جواده الأبيض ضد البريطانيين في جبهة شرق أفريقيا 1941‑43.
| الدولة  | أبرز وحدات الفرسان                  | الذروة العدديّة    | عمليات بارزة                                 | الاستراتيجية                    | شخصيات محوريّة                        |
| ------- | ----------------------------------- | ----------------- | -------------------------------------------- | ------------------------------- | ------------------------------------ |
| اليونان | فوجا فرسان + فوج شبه آلي            | ≈ 3 أفواج (1940)  | معركة بيندوس إبطاء الهجوم الإيطالي           | دفاع جبلي / استطلاع             | اللواء جورجيوس ستانوتاس              |
| المجر   | اللواء 1 و2 فرسان → الفرقة 1 (1942) | ≈ 12 ألف (فرقة 1) | اندفاعة 600 ميل إلى الدونيتس دفاع وارسو 1944 | مناورة اقتصادـية / تغطية انسحاب | الأدميرال ميكلوش هورتي غوستاف هارتِنِك |
| إيطاليا | سباهي وسڤاري                        | 4600 حصان         | اقتحام كسلا 1940                             | دعم استعماري                    | أميديو غويليت ألساندرو بيتّوني        |

### اليابان

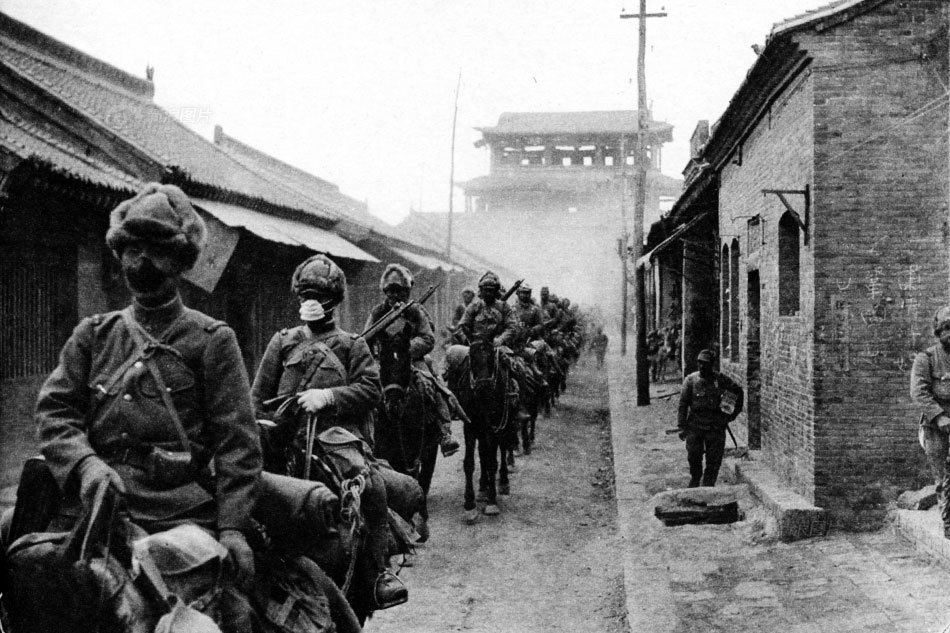
سرب فرسان ياباني في لينفن الصين، 1938

تاريخيًّا لم تُشجِّع بيئةُ الأرخبيل الياباني على تربية الخيول على نطاق واسع. وبعد الحرب الروسية‑اليابانية (1905) أسّست وزارة الحرب مكتب تربية الخيول الذي استورد فحولًا أوسترالية وإنكليزية لإنتاج سلالة وطنية تجمع القامة الصغيرة بالقدرة على الجرّ.
- بعد الحرب العالمية الأولى دُمجت جميع أفواج الفرسان تقريبًا داخل 32 فرقة مُشاة بصفة كتائب استطلاع راكبة.[159]
- أنشأ الجيش أربع ألوية فرسان مستقلّة (الأول–الرابع) عام 1938 لخدمة المساحات الشاسعة في الصين الداخلية؛ أُلحق اللواء الرابع بالجيش في منغوليا.[160] رأت تقارير بريطانية عام 1940 أن هذه الألوية «عتيقة لا تصلح لجيش صدمة حديث».[161] خارج الصين، خدم سرب فرسان في حملة ملايا (ديسمبر 1941–فبراير 1942) كاستطلاع أمامي للفرقة 18 مشاة، مستخدمًا الخيول والبغال في الأدغال الساحلية لجوهر.[162]

طوّر فيلق المهندسين الياباني أُطر «جسور أحبال» قابلة للحمل على ظهور الخيل لتمكين عبور الأنهار الصغيرة في منشوريا والصين؛ كما أجريت تجارب على سرج خفيف من خشب الساج يقلِّل الضغط عن ظهر الحصان بنسبة 14٪. أما الأطباء البيطريون فابتكروا لقاح «كيمباكو» ضد أنفلونزا الخيل الذي خفّض معدّل النفوق الشتوي بالجبهة المنغولية إلى 8٪ مقارنة بـ22٪ قبل 1937. اعتمدت ألوية الفرسان على غارات سريعة لتطويق قوات الكومينتانغ في السهول الشمالية (هوبِي، شنشي)، مدعومة بمدافع جبلية 75 مم مجرورة بالخيول. تمركزت وحدات «حرس الحدود المنغولي» – فرسان مرتزقة مُجنَّدون محلّيًا – على حدود منغوليا/الاتحاد السوفيتي، تقوم بدوريات بعيدة وتطلق إنذارات مبكرة ضد توغلات الجيش الأحمر. أدّى الحظر الأميركي على النفط (يوليو 1941) إلى تسريع غزو جنوب شرقي آسيا؛ ومع ذلك، ظلّت القوات اليابانية محدودة الشاحنات، إذ لم يتعدَّ الأسطول الآلي 20 ٪ من الجيش سنة 1942، ما أوجب استمرار الاعتماد على الدراجات والخيول. خسرت اليابان قدرة المناورة أمام الفيالق السوفيتية المدرّعة في منشوريا 1945، حيث عجّلت الفجوة الميكانيكية بانهيار الخطوط خلال عشرة أيام.
أدّى افتقار الجيش الإمبراطوري لاحتياطٍ ضخم من الفرسان لا يتجاوز ≈ 100 ألف رأس موزَّعة في كتائب استطلاع صغيرة إلى فجوةٍ حرِجة بعدما خسرت اليابان 90 ٪ من وارداتها البترولية خلال عام واحد. وإذْ انكمش مخزون الوقود البحري من 43 مليون برميل (1941) إلى أقل من 5 ملايين (أغسطس 1945)، تقلّص أسطول الشاحنات الميدانية إلى أقلّ من 20 ٪ من احتياجات الجبهات، وحال نقص الخيول دون تعويض الفجوة.
في منشوريا 1945 لم يملك جيش كوانتونغ الياباني سوى 30 ألف حصانٍ و ≈ 400 دبابة بلا وقود، فانهارت خطوطه أمام الهجوم السوفيتي خلال عشرة أيام؛ قدّر تقريرُ أركانه أنّ سرعة مركبات الإمداد هبطت إلى 35 كم/يوم، أي أقلّ من نصف ما تتطلبه وحدات الدفاع في العمق.
داخل الصين، استهلكت عملية إيـتشي‑غو (1944) أكثر من 90 ألف حصان لتأمين خطوط السكك الممتدة 2 500 كم؛ غير أنّ العجز في حبوب العلف بفعل فيضانات نهر الأصفر وإخلاء الفلاحين أنهك الحيوانات، فخسرت الوحدات اللوجستية 28 ٪ من خيولها خلال الحملة.
في جنوب شرقي آسيا اعتمدت الفرقة 18 في بورما وماليزيا 1941 على دراجات هوائية بدلاً من الخيول أو مركبات الاستطلاع لتجاوز الطرق المطيرة؛ هذا الابتكار مكّن تقدّمًا أوليًا سريعًا لكنه تجاهل أهمية نقل المدفعية والذخيرة الثقيلة لاحقًا عندما نضب الوقود البحري وأُوليت الأولوية للسفن الحربية على حساب القوات البرية.
بحلول ربيع 1945 أقرّ مكتب الأركان أن غياب «قوة فرسان استراتيجية» واعتماد سلاح النقل على وقودٍ نادر «جعل القدرة العملياتية للجيش لا تزيد على ربع الاحتياجات الفعلية» وأدّى ذلك إلى خسارة سرعة المناورة، وتعثّر الانسحابات المنظمة من بورما والفلبين، وانهيار خطوط الدفاع في منشوريا والجزر الرئيسية خلال الشهور الأخيرة من الحرب.

##### شخصيات ومنظّرون
- البارون تاكيئيتشي نيشي (نيشان ذهبي أولمبي 1932) روّج لمدرسة «الفارس الرياضي» ودرّس قفز الحواجز بمدرسة الفرسان بناراشينو حتى قُتل مدافعًا عن آيوا جيما 1945.[179]
- العقيد أكياما يوشيفورو الملقَّب «أبو الفرسان اليابانيين»؛ وضع معايير التدريب على الطعن بالرمح والسيف منذ 1898.[180]
- الجنرال هونجو شِغِرو قاد «مجموعة الفرسان» بكوانتونغ؛ أصرّ على بقاء وحدات خيالة لاستطلاع السهوب، خلافًا لدعاة المكننة الكاملة.[181]

### منغوليا

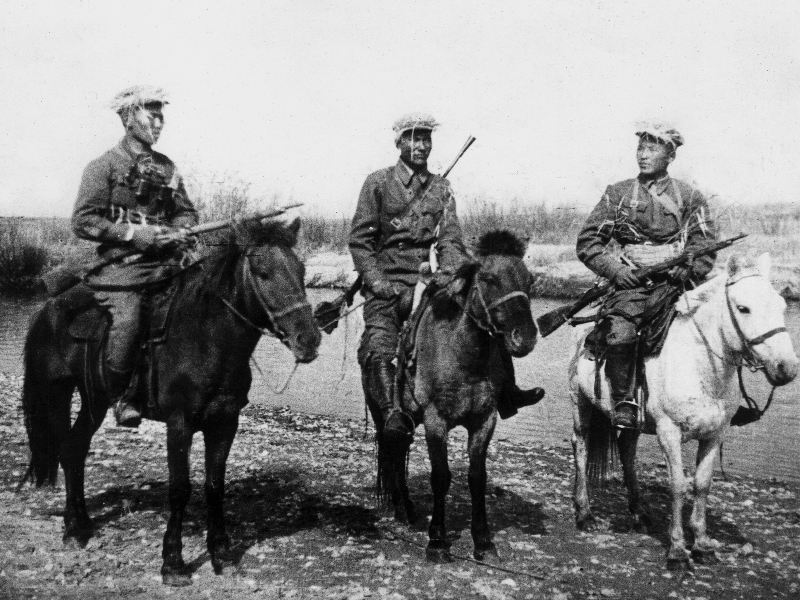
فرسان منغوليون في خالخين غول، 1939

في المراحل المبكرة من الحرب العالمية الثانية، شاركت وحدات خيالة من الجيش الشعبي المنغولي في معركة خالخين غول ضد القوات اليابانية الغازية. وقد تمكنت القوات السوفيتية بقيادة غيورغي جوكوف بالتعاون مع القوات المنغولية من هزيمة الجيش الياباني السادس، منهيةً بذلك فعليًا حروب الحدود السوفيتية اليابانية. بعد توقيع معاهدة الحياد السوفيتية اليابانية عام 1941، بقيت منغوليا على الحياد طوال معظم فترة الحرب، ولكن موقعها الجغرافي جعل منها حاجزًا استراتيجيًا بين القوات اليابانية والاتحاد السوفيتي.
ساهمت منغوليا عسكريًا واقتصاديًا بشكل فعّال، حيث خصصت حوالي 10٪ من سكانها للخدمة العسكرية، وقدمت نصف مليون حصان مدرّب للجيش الأحمر السوفيتي، ما ساعد في دعم خطوط الإمداد والتنقل التكتيكي. كما شاركت وحدات من الفرسان المنغوليين في الهجوم الاستراتيجي السوفيتي على منشوريا عام 1945، ضمن مجموعة الفرسان الآلية السوفيتية المنغولية بقيادة الجنرال "إيا. أ. بلييف".

### بولندا

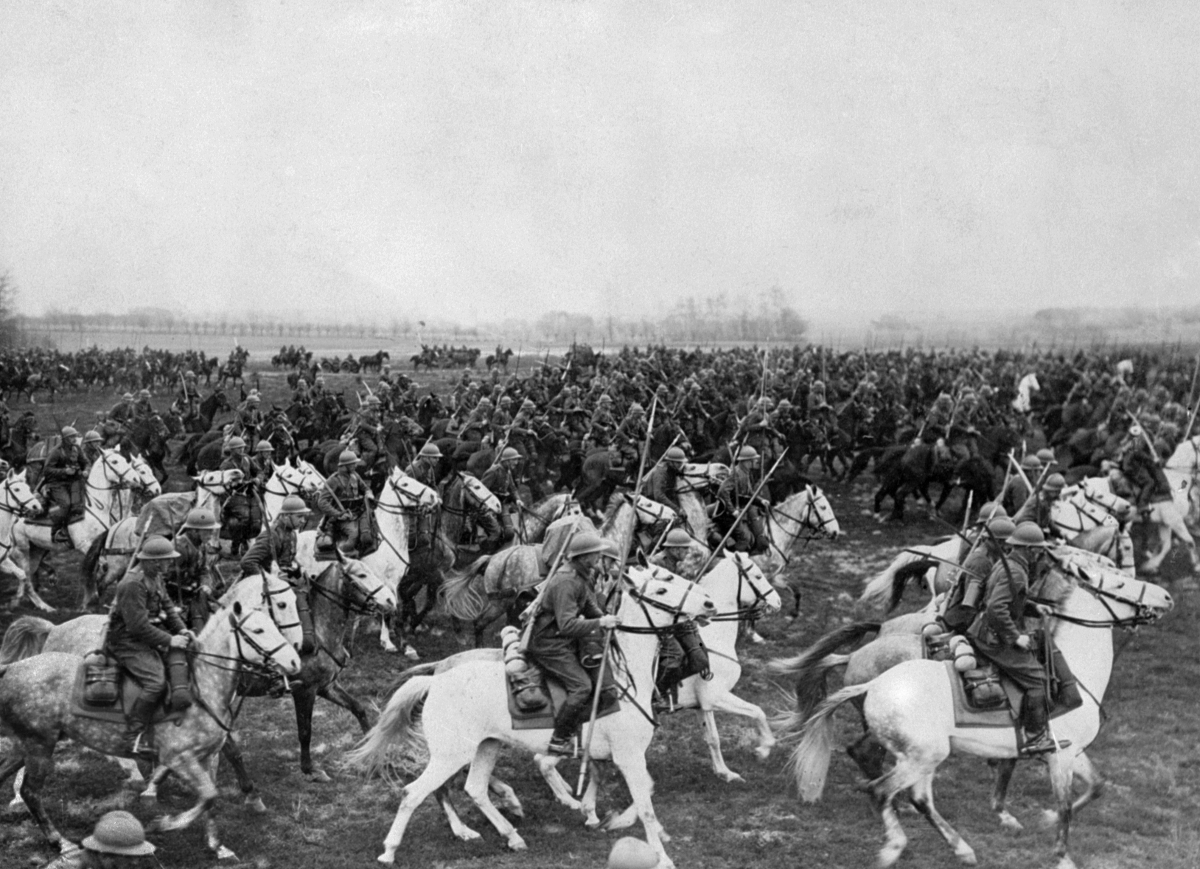
مناورات للخيالة البولندية أواخر الثلاثينيات

تأثرت تكتيكات الجيش البولندي بتجربته في الحرب البولندية السوفيتية حيث كانت الخيالة قوة حاسمة. وعند اندلاع الحرب عام 1939، شكّلت بولندا 38 فوجًا من الخيالة موزعين على 11 لواء خيالة ولوائين آليين. رغم أن اللواء الآلي العاشر فقط نُشر فعليًا في المعركة. شكّلت الخيالة حوالي 10٪ من مجمل الجيش البولندي الذي ظل إلى حد كبير جيشًا على طراز الحرب العالمية الأولى.
اتخذت الحكومة البولندية تدابير جدية لتعزيز سلاح الفرسان، بما في ذلك مصادرة الخيول الخاصة ومكافأة أفضل المربين. وقد سُجلت خمسة عشر معركة خيالة كبيرة خلال حملة سبتمبر 1939، منها معركتان بسيوف على ظهر الخيول والبقية مشاة.
من أبرز تلك المعارك معركة موكرا، حيث تصدت لواء خيالة فولينيا للفرقة المدرعة الألمانية الرابعة المكونة من 295 دبابة. وقد صمدت القوات البولندية يومين ضد موجات الدبابات، وألحقت بالألمان خسائر كبيرة.
أما "أسطورة" هجوم الخيالة البولندية على الدبابات الألمانية فهي مبالغة دعائية نشأت من هجوم كرويانتي، حيث هاجم فوج خيالة بولندي وحدة مشاة ألمانية وحقق اختراقًا مؤقتًا قبل أن يتعرض لهجوم مدرعات ألمانية أدى لخسائر كبيرة.
بعد سقوط بولندا، أُعيد تشكيل وحدات الخيالة ضمن اللواء البولندي المدرع العاشر في فرنسا، ثم الفرقة المدرعة الأولى البولندية في بريطانيا. كما أنشئت ألوية خيالة بولندية جديدة في الاتحاد السوفيتي ضمن القوات المسلحة البولندية في الشرق. وكان آخر استخدام تكتيكي للخيالة البولنديين في معركة شونفيلد، 1 مارس 1945، حيث هاجمت اللواء المستقل من وارسو مواقع ألمانية مضادة للدبابات وحققت انتصارًا ميدانيًا.

### رومانيا
امتلكت رومانيا أكبر قوة خيالة بين حلفاء ألمانيا. بدأت الحرب بستة ألوية خيالة تم تحويلها لاحقًا إلى فرق عام 1942. شملت خطط التحديث تشكيل فوج آلي واحد داخل كل فرقة، وأصبحت الفرقة السابعة للخيالة آلية بالكامل قبل إرسالها إلى جنوب روسيا.
خلال معركة ستالينغراد، دُمرت أربع فرق خيالة رومانية بالكامل، فيما حُوصرت فرقتان أخريان في شبه جزيرة القرم ونجحتا في الانسحاب من الهجوم على القرم 1944 ولكن دون أي عتاد ثقيل أو آليات باقية. بعد تدمير القوة الخيالة الرومانية في الشرق، لم تُستبدل بخيالة جديدة، بل حوّلت رومانيا اهتمامها إلى القوات الآلية والمشاة. الخيالة البولندية بعد 1940 تم استبدالها بوحدات مدرعة بالكامل. الخيالة المنغولية ساهمت في تأسيس دور جديد أكثر تكاملاً في العمليات المشتركة مع السوفييت ضمن مجموعات آلية خفيفة ذات طابع استطلاعي هجومي.

### المملكة المتحدة والإمبراطورية البريطانية
بدأ استبدال الخيول بـالعربات المدرعة في سلاح الفرسان البريطاني سنة 1928. وخلال الأحد عشر عامًا التالية، حُوّلت جميع أفواج الفرسان النظامية في المملكة المتحدة إلى وحدات آلية، باستثناء الحرس الملكي، وبيعت خيولهم أو وُزّعت على وحدات أخرى. احتفظت الأفواج الآلية بألقابها التقليدية لكنها أُدرجت مع فوج الدبابات الملكي ضمن فيلق المدرعات الملكي الذي أُنشئ في أبريل 1939.
واصلت القوات البريطانية في مسرح البحر المتوسط استخدام الخيول للنقل والدعم، مستعينة بمصادر محلية ومستوردة. فعلى سبيل المثال، حين نُقل فوج شيروود فورسترز إلى فلسطين الانتدابية سنة 1939، اصطحب معه ألف حصان إنجليزي. كان هناك بالفعل فوجان من الفرسان في المنطقة. وقد عطّل نقص المركبات مشروع تحويل هذه الوحدات إلى آلية حتى أواخر 1941. وفي سنة 1942، ظل البريطانيون يستخدمون 6,500 حصان، و10,000 بغل، و1,700 جمل، كما استُخدم البغال المحليون في صقلية وإيطاليا.
بقيت قوات الإمبراطورية، وخصوصًا قوة حدود شرق الأردن والجيش العربي، تعتمد على الخيالة. كذلك حُوّلت جميع أفواج الفرسان الهندية العشرين إلى وحدات آلية بين 1938 ونوفمبر 1940. آخر هجوم خيالة بريطاني وقع في 21 مارس 1942، حين اصطدمت دورية من سوار (فارس هندي) تابعة لـقوة حدود بورما بمشاة يابانيين – ظنًّا منهم أنهم صينيون – قرب تونغو في وسط بورما. قاد الهجوم النقيب آرثر سانديمان من فوج الهند المركزي (21 فرسان الملك جورج الخامس). أسفر الهجوم عن مقتل معظم المهاجمين.

### الولايات المتحدة الأمريكية

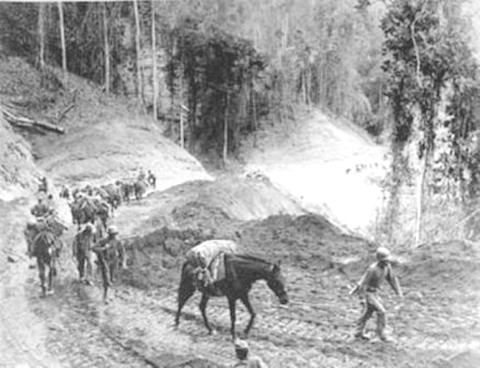
بورما، 1943 أو لاحقًا. ظل النقل بالخيول ضروريًا في التضاريس الوعرة حتى لقوات النخبة الأمريكية مثل مارودرز ميريل.

شهدت الولايات المتحدة في فترة ما بين الحربين تقهقرًا سريعًا في استخدام الخيول. فقد تراجعت أعداد الخيول الوطنية من 25 مليون عام 1920 إلى 14 مليون فقط بحلول عام 1940.
في ديسمبر 1939، كان يتكوّن سلاح الفرسان الأمريكي من فرقتين آليتين و12 فرقة خيالة، تضم كل منها 790 حصانًا. وكان رئيس سلاح الفرسان، جون ك. هير، من أشد أنصار القوات الراجلة، إذ وُصف بأنه «رجعي ومتشبث» بحسب المؤرخ ألان ميليت، في حين وصفه جاريموفيتش بأنه «نبيل ومأساوي في وفائه للخيول». سعى هير إلى رفع عدد الخيول في كل وحدة إلى 1275 رأسًا.
كانت فرقة الخيالة تتألف من لواءين، كل لواء يضم فوجين من الخيالة، بالإضافة إلى 18 دبابة خفيفة، وفوج مدفعية ميدانية. وقد رفض رئيس المدفعية إدخال المدفعية ذاتية الحركة، مفضلًا الخيول والشاحنات لتفادي تنسيق العمليات مع الفروع الأخرى.
تاريخيًا، كانت قوات الفرسان تستخدم للدفاع عن الحدود المكسيكية ومنطقة قناة بنما، ضد غارات محتملة من المكسيك أو هجمات إنزال بحري. ورغم تلاشي هذه التهديدات بحلول الثلاثينيات، ظلت المخاوف قائمة بسبب تزايد نفوذ اليابان.
واستخدم الجيش الأمريكي مقطورات خاصة تُعرف بـ "portees" لنقل الخيول على الطرق. وكان فرسان الجيش يصلون إلى ميدان المعركة على ظهور خيولهم، ثم يترجّلون ليقاتلوا مشاة، في تكتيك أقرب لما يُعرف اليوم بالمشاة المتحركين.
بعد مناورات لويزيانا عام 1940، أُعيد تنظيم وحدات الخيالة تدريجيًا إلى فيالق مدرعة، بدءًا من فيلق أدنا شافي الأول في يوليو 1940. وظهرت حينها مركبة جديدة ذات دفع رباعي تُعرف لاحقًا باسم جيب، لتحل محل الحصان ذاته.
رغم استمرار الجدل حول دمج الخيالة مع المدرعات خلال 1941، إلا أن الفشل في توفيق هذا الزواج التكتيكي أصبح واضحًا حتى للمدنيين. وأُلغي منصب رئيس سلاح الفرسان في مارس 1942، وبدأت القوات البرية بميكنة ما تبقى من وحدات الخيالة.
أُعيد تنظيم فرقة الفرسان الأولى لتصبح وحدة مشاة، مع احتفاظها بمسماها القديم.
الاشتباك الوحيد الكبير الذي خاضه الفرسان الأمريكيون في الحرب العالمية الثانية كان بواسطة كشافة الفلبين، وتحديدًا فوج الفرسان السادس والعشرون (الولايات المتحدة). وقد تصدّت هذه القوات الغازية اليابانية في لوزون، ونجحت في وقف تقدم دبابات ومشاة العدو في بينالونان، مما أتاح وقتًا كافيًا لتراجع القوات الحليفة نحو باتان.
في مورونغ، بتاريخ 16 يناير 1942، نفذت "السرية G" بقيادة الملازم الأول إدوين رامسي، آخر هجوم خيالة في تاريخ الجيش الأمريكي، حيث فاجأت قوةً يابانية مدعومة بالدبابات، وأجبرتها على الانسحاب، رغم قلة العدد والتسليح. نال رامسي وسام النجمة الفضية ووسام القلب الأرجواني، وأصبح هذا الهجوم الأخير رمزًا خالدًا في تاريخ الخيالة الأمريكية.
في أوروبا، لم تنشر القوات الأمريكية سوى وحدات دعم وتموين خفيفة من الخيالة. وقد تأسف جورج باتون لغياب فرقة خيالة أمريكية خلال حملة شمال أفريقيا، قائلاً: «لو كان لدينا فرقة خيالة أمريكية بمدفعية محمولة في تونس وصقلية، لما نجا ألمانيٌ واحد».

## قراءة إضافية
- بول لويس جونسون (٢٠٠٦). خيول الجيش الألماني في الحرب العالمية الثانية . دار شيفر للنشر. رقم ISBN 0-7643-2421-7, .
- ر.ل. ديناردو، أوستن باي (١٩٨٨). النقل الذي تجره الخيول في الجيش الألماني . مجلة التاريخ المعاصر، المجلد ٢٣، العدد ١، ١٢٩-١٤٣ (١٩٨٨). doi : 10.1177/002200948802300108 .
- يانوش بيكالكيويتز (1979). سلاح الفرسان في الحرب العالمية الثانية . أوربيس للنشر. رقم ISBN 0-85613-022-2 ، .
- اللائحة العسكرية الألمانية H.Dv. 465/1 – Fahrvorschrift (Fahrv.) Heft 1 Allgemeine Grundsätze der Fahrausbildung – 1941,
- اللائحة العسكرية الألمانية H.Dv. 465/2 – Fahrvorschrift (Fahrv.) Heft 2 Ausbildung des Zugpferdes – 1943,
- اللائحة العسكرية الألمانية H.Dv. 465/3 – فهرفورسكريفت (فهرف) Heft 3 Fahren vom Bock – 1943,
- اللائحة العسكرية الألمانية H.Dv. 465/4 – فهرفورسكريفت (فهرف) Heft 4 Fahren vom Sattel – 1942,

## روابط خارجية
- "معرض متحف الحرب العالمية الثانية تكريمًا لأبطال ذوي الحوافر" - النسخة الإلكترونية من مجلة الحصان ، ٢٣ يوليو ٢٠١٠
- جمعية الخيول العسكرية
- البحرية التجارية الأسترالية : نقل الخيول نسخة محفوظة 2009-09-01 على موقع واي باك مشين.
- 抗战时期精锐的中国骑兵 (سلاح الفرسان الصيني خلال الحرب العالمية الثانية) نسخة محفوظة 2021-02-28 على موقع واي باك مشين.

1. ↑  لعب كلٌّ من لودفيغ بيك وڤرنر فون فرتش دورًا إداريًّا في تسهيل مشروع غودِريان للبوانزر رغم تردّد بعض الجنرالات التقليديين.